# Дикая пятёрка
«Дикая пятёрка» (кит. 五虎將, англ. The Savage 5) — гонконгский фильм о боевых искусствах режиссёра Чжан Чэ, вышедший в 1974 году.

## Сюжет
Группа бандитов бежит с украденным сейфом в городок, где заставляют местного кузнеца Вэй Минхуэя вскрыть сейф. Вэй отказывается помогать бандитам и после того, как сообщает об этом мэру, докладывает чиновникам в соседней деревне. Банда приходит в ярость, узнав, что Вэй сбежал, и начинает убивать жителей деревни, угрожая им, что будет убивать по человеку каждый час, если они не найдут Вэя. Наконец, появляются герои городка, чтобы наказать преступников. В то же время Вэй приводит в город правительственного чиновника, который оказывается пособником бандитов.

## В ролях
| Актёр         | Роль         |
| ------------- | ------------ |
| Дэвид Цзян    | Чэнь Дэн     |
| Ти Лун        | Фан Ифэй     |
| Чэнь Гуаньтай | Ма Дао       |
| Дэнни Ли      | Вэй Минхуэй  |
| Вон Чун       | Яо Гуан      |
| Фрэнки Вэй    | Ли Ган       |
| Ван Бинбин    | Сань Нян     |
| Лу Ди         | Юань Чэнфу   |
| Цзян Дао      | Лян Шань     |
| Вон Чхин      | Цзюй Тяньбао |

## Съёмочная группа
- Компания: Shaw Brothers
- Продюсер: Шао Жэньлэн
- Режиссёр: Чжан Чэ
- Сценарист: Чжан Чэ, Ни Куан[кит.]
- Ассистент режиссёра: Годфри Хо[англ.]
- Постановка боевых сцен: Тан Цзя[кит.], Лю Цзялян
- Художник: Джонсон Цао
- Монтажёр: Куок Тинхун
- Грим: У Сюйцин
- Дизайнер по костюмам: Лэй Кхэй
- Оператор: Гун Мудо
- Композитор: Фрэнки Чань[кит.]